# Sosnowyj Sołoniec
Sosnowyj Sołoniec (ros. Сосновый Солонец) – wieś (sieło) w Rosji, w obwodzie samarskim, w rejonie stawropolskim. W 2010 liczyła 1549 mieszkańców.